# نانوبوتيان

طفل نانو (NanoKid)

النانوبوتيان (بالإنجليزية: Nanoputian)‏ هي سلسلة من الجزيئات العضوية لها صيغة جزيئية تشبه الإنسان. قام كلا من جيمس تور وآخرون في جامعة رايس بتصميم هذه المركبات في عام 2003 كجزء من سلسلة تعليم الكيمياء للطلاب الصغار.
تتكون مركبات النانوبوتيان بشكل عام من:
- حلقتين من البنزين متصلتين بواسطة بعض ذرات الكربون ممثلة الجسم.
- أربع وحدات استيلين (تمثل الذراع والساق) تحمل كلا منها مجموعة ألكيل في نهايتها (ممثلة لليدين والقدمين).
- حلقة 1,3-ثنائي اوكسولين ممثلة للرأس (في حالة طفل نانو).

يمكن استبدال الجزء 1,3-ثنائي اوكسولين في طفل نانو (NanoKid) بأشكال حلقية مختلفة، منتجة أنواع متعددة من مركبات النانوبوتيان مثل رياضي نانو، حاج نانو، نانو صاحب البيريه الأخضر وغيرها. وضع مجموعة ثيول في رجل المركب يمكن هذه المركبات من الوقوف على سطح من الذهب.